# Lincent

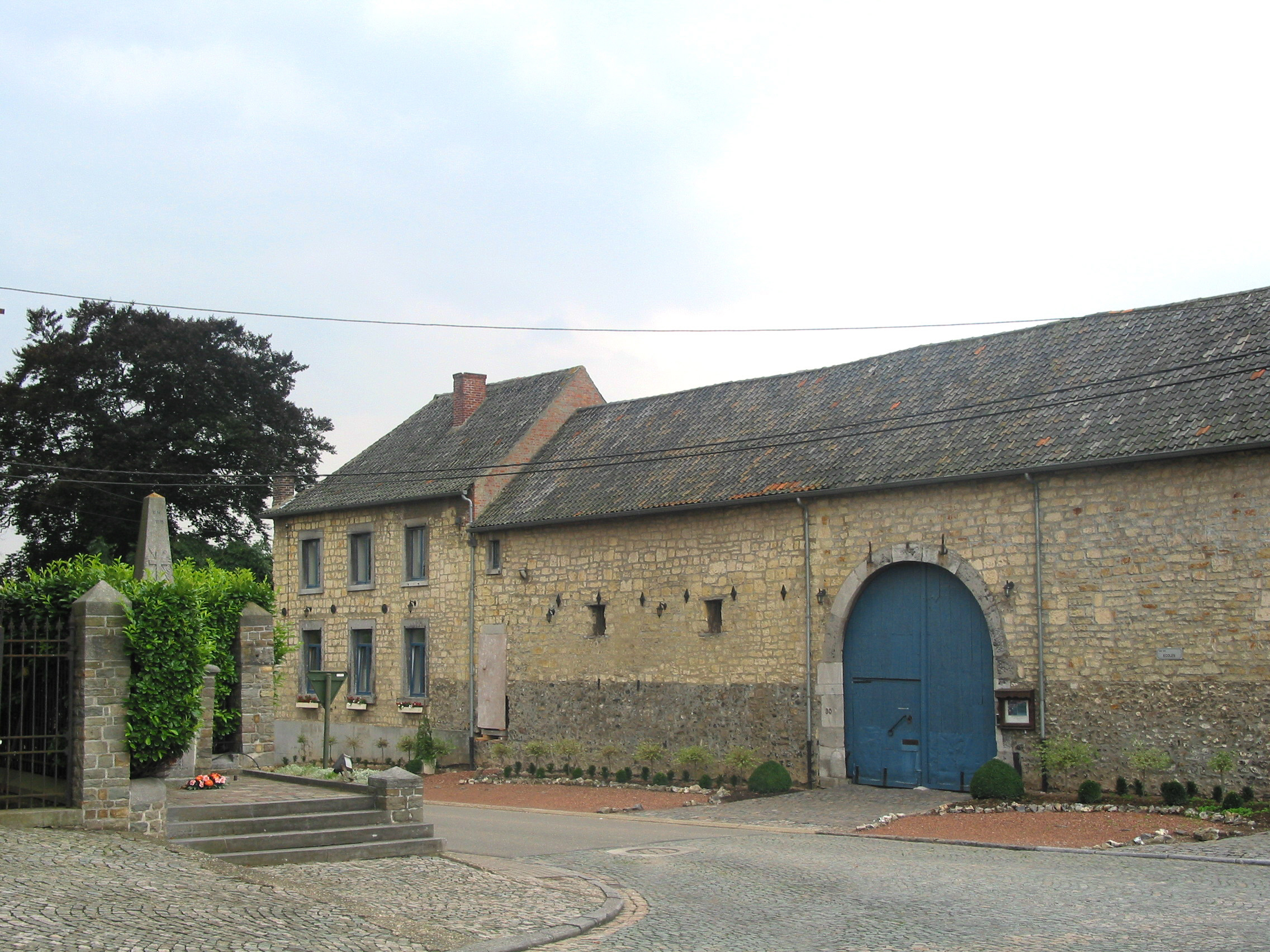
Mas en estil hesbinyó

Lincent (en való Lîssin, en neerlandés Lijsem) és un municipi de Bèlgica a la província de Lieja a la regió valona.

Es troba al costat d'una via romana, però la presència d'una vil·la romana queda hipotètica. El poble va crear-se al segle xii, quan la primera església en estil romànic – avui en ruïnes – va construir-se. L'església actual, en estil neoromànic, dedicada a sant Pere data del segle xix. 

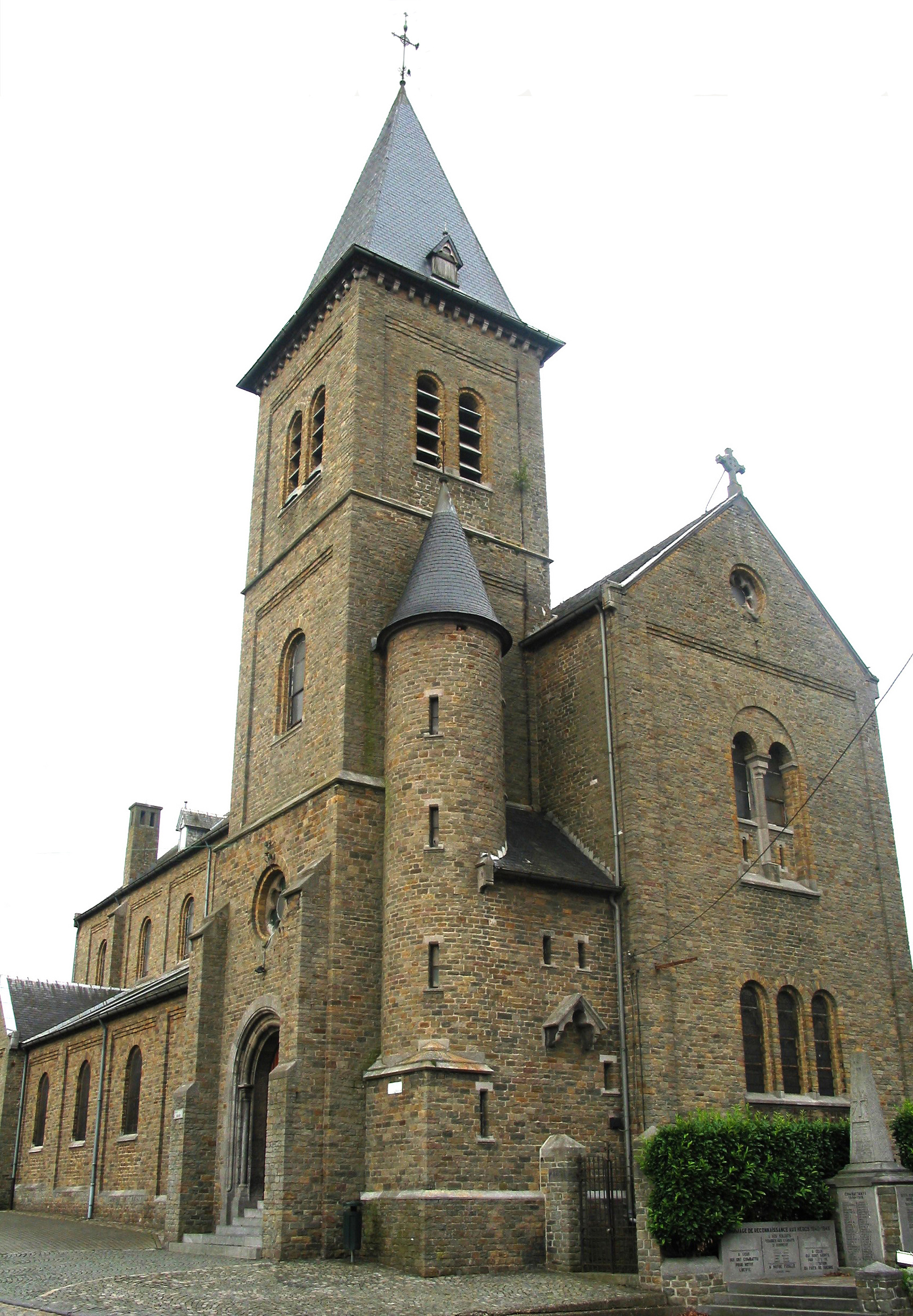
Església de Sant Pere

L'administració revolucionària sota l'ocupació francesa va incorporar el poble al districte de Landen al departament de l'Ourte. El 1963 passà al districte de Waremme.
Lincent és un poble rural, al nord d'Haspengouw, una terra de conreu molt rica (blat, remolatxes…). A mig camí entre Lieja i Brussel·les, va esdevenir un dormitori, gràcies a les bones connexions ferroviàries i autoviàries.

## Entitats
- Lincent
- Racour (Raatshoven)
- Pellaines (Pellen)

## Llocs d'interès
- Musée d'Histoire et de la Vie d'Autrefois (Museu d'història i de la vida d'antany), situat en l'antiga escola municipal de Racour.
- La Ferme de Lincent, antic mas restaurat
- La ruïna de l'antiga església romànica